# Celestino IV
Celestino IV (Milán, ¿?-Roma, 10 de noviembre de 1241) fue el papa 179.º de la Iglesia católica, ejerciendo su pontificado durante 17 días del año 1241, por lo que es el tercero más breve de la historia.

## Biografía
Nacido Godfredo Castiglioni, debido a la brevedad de su pontificado, el hecho principal del mismo tiene que ver con el cónclave que lo eligió, ya que fue el primero de la historia.
El Colegio cardenalicio estaba en ese momento formado por doce cardenales, de los que solo diez estaban presentes en el cónclave, debido a que los dos restantes se encontraban prisioneros en manos del emperador Federico II que en esas fechas sitiaba Roma. Este sitio provoca una fuerte división entre los cardenales que impide que ningún candidato obtenga los dos tercios previstos por el III Concilio de Letrán, por lo que tras nueve días de deliberaciones sin llegar a un acuerdo, el senador romano Matteo Rosso Orsini (no confundir con el Cardenal Orsini del mismo nombre) ordena el encierro bajo llave («cum clavis») de los diez cardenales en el viejo palacio del Septizonio, situado en el Palatino romano con el fin de acelerar la elección e impedir que el emperador influyera en la misma.
Las duras condiciones del encierro, que se prolongó durante dos meses, hicieron que fallecieran dos de los cardenales, por lo que cuando el 25 de octubre se llega al acuerdo de elegir al cardenal Godfredo Castiglioni, solo votaron ocho cardenales.
El nuevo Papa no llegó a ser consagrado, ya que, debido también a las duras condiciones del encierro, fallece el 10 de noviembre de 1241 tras excomulgar al senador romano Orsini, que no obstante será el padre del futuro papa Nicolás III.
El siguiente Papa no será elegido hasta dos años después por el hecho de que los cardenales, temerosos de un nuevo cónclave en las mismas condiciones  que el recientemente vivido, huyen de Roma y no se reúnen hasta 1243 para elegir a Inocencio IV.

## En la cultura popular
Las profecías de San Malaquías se refieren a este papa como Leo sabinus (El león sabino), cita que hace referencia a que en su escudo de armas aparece un león y a que fue cardenal-obispo de la Sabina.